# Krasnogwardeiskoje (Adygeja)
Krasnogwardeiskoje (russisch Красногвардейское; adygeisch Красногвардейскэ) ist ein Dorf (selo) in der Republik Adygeja (Russland) mit 9459 Einwohnern (Stand 14. Oktober 2010).

## Geographie
Der Ort erstreckt sich über mehl als 8 km entlang dem südöstlichen Ufer des Krasnodarer Stausees des Kuban, etwa 70 km Luftlinie nordwestlich der Republikhauptstadt Maikop.
Krasnogwardeiskoje ist Verwaltungssitz des Rajons Krasnogwardeiski und Sitz der Landgemeinde Krasnogwardeiskoje selskoje posselenije, zu der außer dem Dorf noch der Aul Adami und der Weiler (chutor) Tschumakow gehören.

## Geschichte
Der Ort wurde unter dem Namen Nikolajewskoje 1884 gegründet. In den 1930er-Jahren wurde das Dorf Solowjowskoje angegliedert. Zum 11. November 1961 wurde Nikolajewskoje mit dem Dorf Iwanowskoje vereinigt und erhielt wie der Rajon seinen heutigen Namen, von Krasnaja Gwardija, russisch für Rote Garde.

### Bevölkerungsentwicklung
| Jahr | Einwohner |
| ---- | --------- |
| 1939 | 1693      |
| 1959 | 3591      |
| 1970 | 7499      |
| 1979 | 8406      |
| 1989 | 8798      |
| 2002 | 9065      |
| 2010 | 9459      |

Anmerkung: Volkszählungsdaten

## Verkehr
Östlich am Ort vorbei verläuft die Regionalstraße R253, die die knapp 10 km nordöstlich gelegene Stadt Ust-Labinsk in der benachbarten Region Krasnodar mit Beloretschensk und Maikop verbindet. In Ust-Labinsk befindet sich auch der nächstgelegene Bahnanschluss, an der Strecke Kawkasskaja (Kropotkin) – Krasnodar.